# Liza van der Most
Liza van der Most, née le 8 octobre 1993 à Cali en Colombie, est une footballeuse internationale néerlandaise. Elle évolue au poste de défenseuse au club de l'Ajax Amsterdam dans le championnat néerlandais de l'Eredivisie et en équipe de football nationale néerlandaise.

## Carrière en club
Elle commence sa carrière en équipe de jeunes au sein du club du VV Papendrecht avant de rejoindre l’université de SteDoCo à l’âge de 11 ans. En septembre 2008, elle obtient une place dans l'équipe Talent de la Fédération royale néerlandaise de football. En juillet 2012, elle est transférée à l'Ajax Amsterdam, où elle a fait en tant que professionnelle le 24 août 2012 lors d'un match contre le SC Heerenveen.

## En sélection
Elle fait en sélection néerlandaise le 20 août 2014 lors d'un match amical contre le Brésil (0-0). En septembre de la même année, elle participe aux matchs de qualification de l'équipe nationale pour la Coupe du Monde. Néanmoins elle n'est pas convoquée dans la liste des 23 joueuses pour disputer la Coupe du Monde 2015. Elle n'est ensuite plus rappelée en sélection jusqu'à 2017.
Cette année-là, elle fait partie de l'équipe néerlandaise qui remporte l'Euro féminin 2017 de l'UEFA qui se déroule aux Pays-Bas. En 2019, la sélectionneuse des Pays-Bas Sarina Wiegman lui renouvelle sa confiance en l’appelant dans la liste des 23 joueuses néerlandaises pour disputer la Coupe du monde en France.

## Vie privée
Liza van der Most est née en Colombie. Elle a été adoptée par une famille à Papendrecht à l'âge de sept mois.

## Palmarès

### En club

#### Ajax
- Eredivisie (1): 2016-17
- Coupe féminine KNVB (2): 2013-2014, 2016-17

### En sélection

#### Pays-Bas
- Championnat d'Europe féminin de l'UEFA (1): 2017
- Coupe de l'Algarve : 2018 [7]

## Source de la traduction
- (en) Cet article est partiellement ou en totalité issu de l’article de Wikipédia en anglais intitulé « Liza van der Most » (voir la liste des auteurs).